# Next Generation
Next Generation (renommé NextGen) était un magazine de jeux vidéo édité par Imagine Media. Il était affilié et partageait son équipe éditoriale avec le magazine britannique Edge. Next Generation est publié de janvier 1995 à janvier 2002, par Jonathan Simpson-Bint et édité par Neil West. Chris Charla, Tom Russo et Blake Fischer ont également été éditeurs.
Next Generation couvre d'abord les consoles 32 bits, la 3DO, l'Atari Jaguar, et puis les Sony PlayStation et Sega Saturn. Contrairement aux concurrents GamePro et Electronic Gaming Monthly, le magazine cible un public différent, en se concentrant sur l'industrie elle-même, plutôt que sur les jeux.

## Historique
Le magazine est publié pour la première fois par GP Publications, jusqu'en mai 1995, date à laquelle l'éditeur est racheté par Imagine Media.
En septembre 1999, Next Generation est redesigné, son nom de couverture est raccourci en « NextGen ». Cela marque le démarrage du « cycle de vie 2 » du magazine. Un an plus tard, en septembre 2000, la largeur du magazine est augmentée de son standard de 8 pouces (20,32 cm), passant à 9 pouces (22,86 cm), mais ce nouveau format n'est conservé que moins d'un an. Les abonnés de NextGen ont reçu des éditions de PlayStation Magazine lorsque le magazine a été arrêté.
La marque est ressuscitée en 2005 par Future Publishing USA sous la forme d'un site web centré sur l'industrie, Next-Gen.biz. Il reprend le même genre d'articles et le même éditorial que le magazine papier, et reprend même de nombreux articles d'Edge, le « magazine-frère » basé au Royaume-Uni de Next-Gen.
En juillet 2008, Next-Gen.biz est rebaptisé « Edge-Online.com ».

## Contenu
Le contenu de Next Generation ne se concentre pas sur les captures d'écran, les walkthrough et les cheats. Il est davantage axé sur le développement des jeux, d'un point de vue artistique. Les interview avec les acteurs de l'industrie du jeu proposent souvent des questions sur le jeu vidéo en général, plutôt que sur les détails du dernier jeu ou système de jeu sur lequel ils travaillent,,,.
Next Generation est d'abord publié avant le lancement en Amérique du Nord de la PlayStation de Sony et la Saturn de Sega, et une bonne partie du contenu initial couvrait ces systèmes.
Le système de notation des tests est basé sur un nombre d'étoiles (1 à 5), qui classe les jeux en fonction de leur mérite par rapport aux jeux déjà existants,.
Next Generation comporte quelques sections éditoriales, comme The Way Games Should Be Be (écrit à l'origine chaque mois par le concepteur de jeu Chris Crawford) qui tentent de fournir une critique constructive sur les pratiques standard dans l'industrie du jeu vidéo[réf. souhaitée].